# Gamaches
Pour les articles homonymes, voir Gamaches (homonymie).
Gamaches est une commune française située dans le département de la Somme, en région Hauts-de-France.

## Géographie

### Localisation
Gamaches est un bourg picard du Vimeu, dans la Somme, limitrophe de la Seine-Maritime et de la Normandie.
À vol d'oiseau, la commune est située à 8 km au nord-est de Blangy-sur-Bresle, 9 km au sud-ouest de Feuquières-en-Vimeu, 12 km au sud-est d'Eu-le-Tréport, 24 km au sud-ouest d'Abbeville, 35 km au nord-est de Dieppe et à 54 km au nord-ouest d'Amiens.
Le territoire de la commune est limitrophe de ceux de neuf communes.
Les communes limitrophes sont  Beauchamps, Bouillancourt-en-Séry, Bouttencourt, Buigny-lès-Gamaches, Embreville, Incheville, Longroy, Monchaux-Soreng et Tilloy-Floriville.

### Hydrographie

#### Réseau hydrographique
La commune est située dans le bassin Seine-Normandie. Elle est drainée par la Bresle, la Vimeuse, divers bras de la Bresle, la Bresle, le canal 01 de la commune de Gamaches, le canal Doliger divers bras de la Bresle et un autre petit cours d'eau,.
La Bresle est un fleuve côtier d'une longueur de 68 km, qui prend sa source dans la commune de Abancourt, à 180 mètres d'altitude, et se jette  dans la Manche au Tréport, après avoir traversé 30 communes.
La Vimeuse, d'une longueur de 17 km, prend sa source dans la commune de Martainneville et se jette dans la Bresle sur la commune, après avoir traversé six communes.

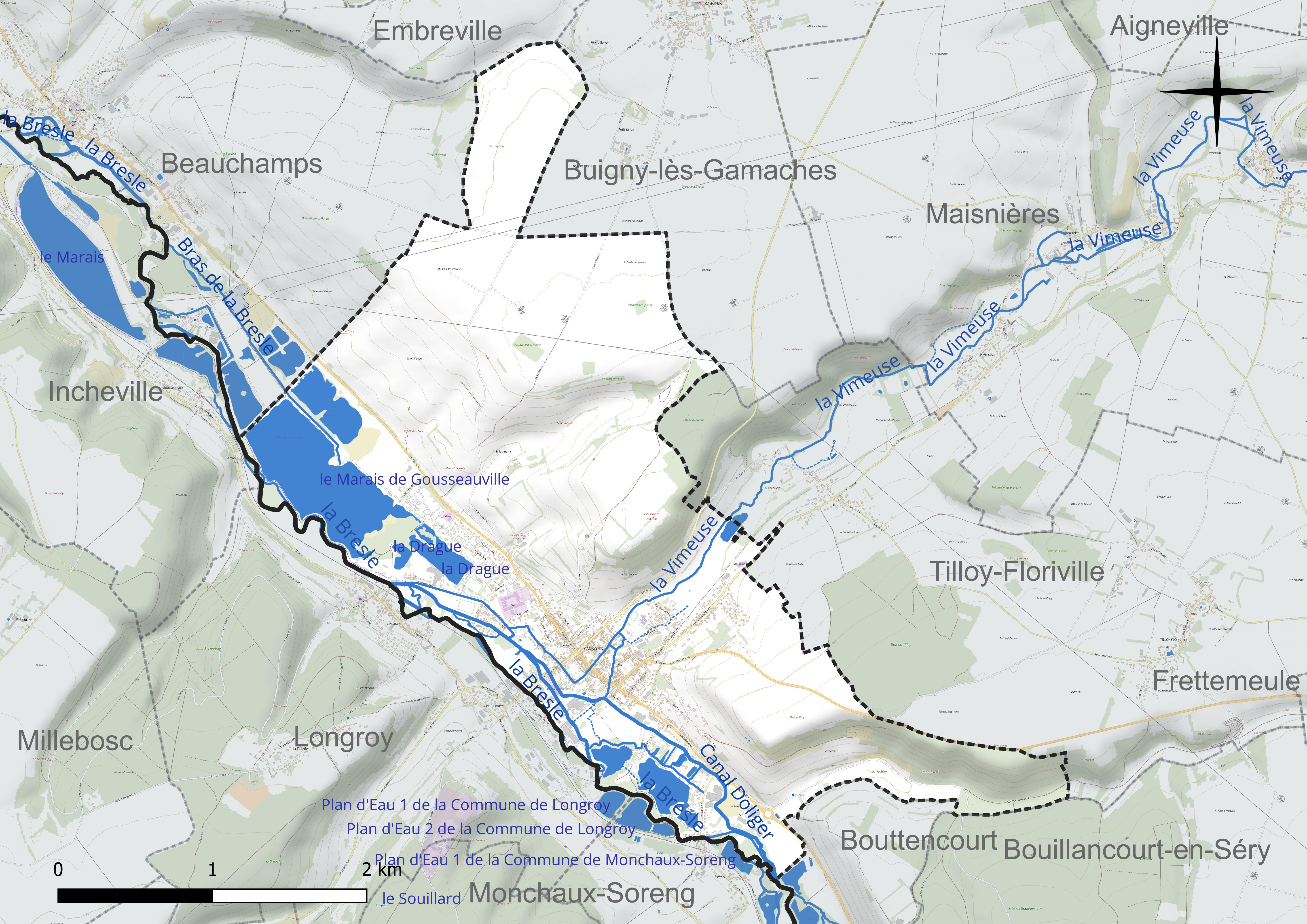
Réseau hydrographique de Gamaches.

À l'ouest du bourg, en direction du Tréport, le long de la Bresle, de vastes étangs, en partie anciennes sablières et paradis pour pêcheurs, accueillent une base de loisirs nautiques. La proximité de la forêt d'Eu procure un intérêt supplémentaire à la bourgade, côté normand. Trois plans d'eau complètent ainsi le réseau hydrographique : la Drague (6,1 ha), le marais de Gousseauville (44,2 ha) et le plan d'eau 1 de la commune de Gamaches (7,7 ha),.

#### Gestion et qualité des eaux
Le territoire communal est couvert par le schéma d'aménagement et de gestion des eaux (SAGE) « Vallée de la Bresle ». Ce document de planification concerne un territoire de 748 km2 de superficie, délimité par le bassin versant de la Bresle. Le périmètre a été arrêté le 7 avril 2003 et le SAGE proprement dit a été approuvé le 18 août 2016. La structure porteuse de l'élaboration et de la mise en œuvre est le syndicat mixte d'aménagement, de gestion et de valorisation du bassin de la Bresle.
La qualité des cours d'eau peut être consultée sur un site dédié géré par les agences de l'eau et l'Agence française pour la biodiversité.

### Climat
Pour des articles plus généraux, voir Climat des Hauts-de-France et Climat de la Somme.
En 2010, le climat de la commune est de type climat océanique franc, selon une étude du CNRS s'appuyant sur une série de données couvrant la période 1971-2000. En 2020, Météo-France publie une typologie des climats de la France métropolitaine dans laquelle la commune est exposée à un climat océanique et est dans la région climatique Côtes de la Manche orientale, caractérisée par un faible ensoleillement (1 550 h/an) ; forte humidité de l'air (plus de 20 h/jour avec humidité relative > 80 % en hiver), vents forts fréquents.
Pour la période 1971-2000, la température annuelle moyenne est de 10,7 °C, avec une amplitude thermique annuelle de 13 °C. Le cumul annuel moyen de précipitations est de 847 mm, avec 12,5 jours de précipitations en janvier et 8,3 jours en juillet. Pour la période 1991-2020, la température moyenne annuelle observée sur la station météorologique la plus proche, située sur la commune d'Oisemont à 15 km à vol d'oiseau, est de 11,1 °C et le cumul annuel moyen de précipitations est de 801,4 mm,. Pour l'avenir, les paramètres climatiques de la commune estimés pour 2050 selon différents scénarios d'émission de gaz à effet de serre sont consultables sur un site dédié publié par Météo-France en novembre 2022.

## Urbanisme

### Typologie
Au 1er janvier 2024, Gamaches est catégorisée bourg rural, selon la nouvelle grille communale de densité à sept niveaux définie par l'Insee en 2022.
Elle appartient à l'unité urbaine de Gamaches, une agglomération inter-régionale regroupant deux  communes, dont elle est ville-centre,,. La commune est en outre hors attraction des villes,.

### Occupation des sols
L'occupation des sols de la commune, telle qu'elle ressort de la base de données européenne d'occupation biophysique des sols Corine Land Cover (CLC), est marquée par l'importance des territoires agricoles (67,2 % en 2018), en diminution par rapport à 1990 (69,5 %). La répartition détaillée en 2018 est la suivante : 
terres arables (47,9 %), prairies (19,2 %), zones urbanisées (14,9 %), eaux continentales (11 %), forêts (6,4 %), zones industrielles ou commerciales et réseaux de communication (0,5 %), zones agricoles hétérogènes (0,2 %). L'évolution de l'occupation des sols de la commune et de ses infrastructures peut être observée sur les différentes représentations cartographiques du territoire : la carte de Cassini (XVIIIe siècle), la carte d'état-major (1820-1866) et les cartes ou photos aériennes de l'IGN pour la période actuelle (1950 à aujourd'hui).

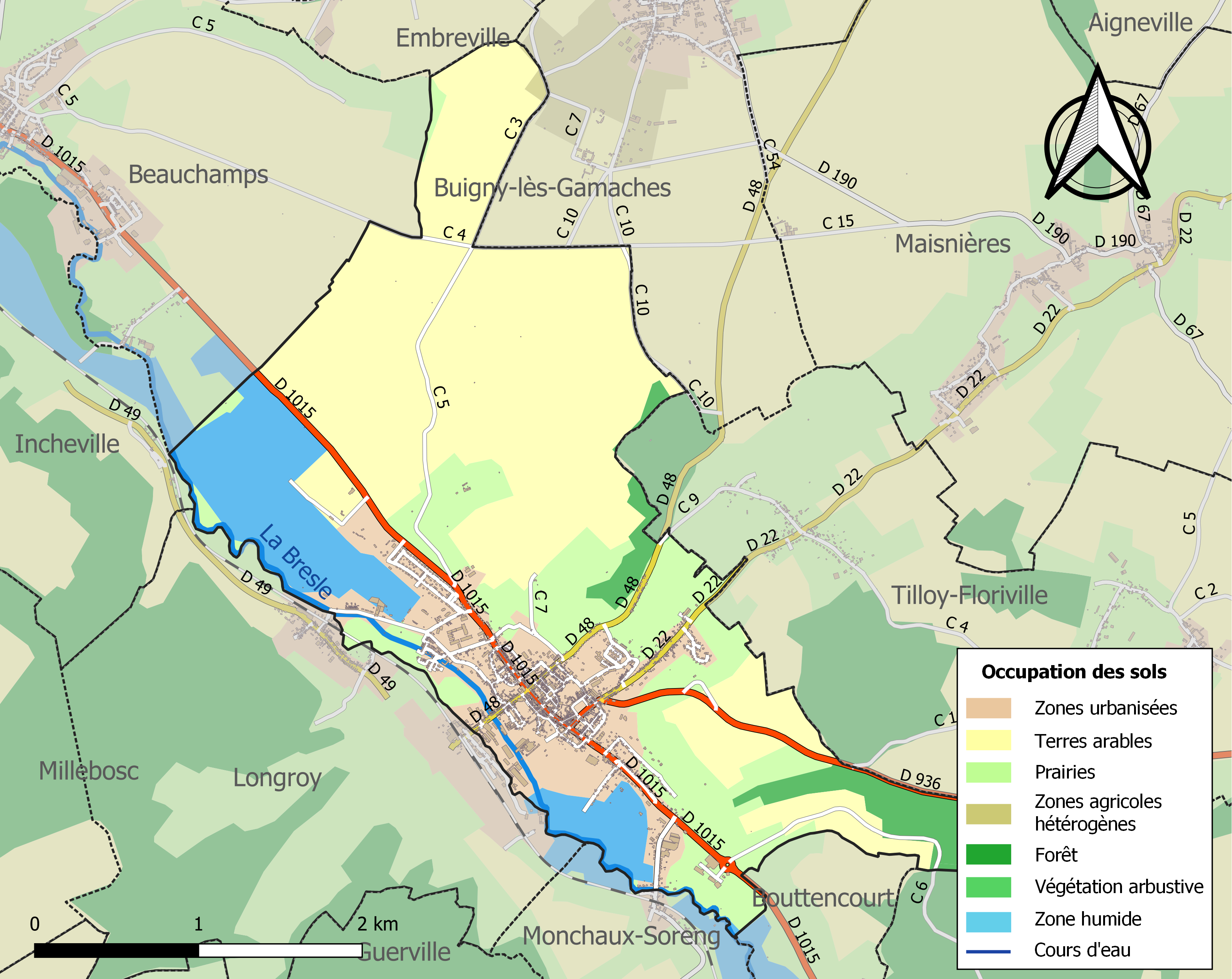
Carte des infrastructures et de l'occupation des sols de la commune en 2018 (CLC).

### Habitat et logement
En 2019, le nombre total de logements dans la commune était de 1 415, alors qu'il était de 1 412 en 2014 et de 1 397 en 2009.
Parmi ces logements, 85 % étaient des résidences principales, 2,7 % des résidences secondaires et 12,3 % des logements vacants. Ces logements étaient pour 81 % d'entre eux des maisons individuelles et pour 18,8 % des appartements.
Le tableau ci-dessous présente la typologie des logements à Gamaches en 2019 en comparaison avec celle de la Somme et de la France entière. Une caractéristique marquante du parc de logements est ainsi une proportion de résidences secondaires et logements occasionnels (2,7 %) inférieure à celle du département (8,3 %) mais supérieure à celle de la France entière (9,7 %). Concernant le statut d'occupation de ces logements, 56,4 % des habitants de la commune sont propriétaires de leur logement (56,9 % en 2014), contre 60,2 % pour la Somme et 57,5 pour la France entière.
| Typologie                                               | Gamaches | Somme | France entière |
| ------------------------------------------------------- | -------- | ----- | -------------- |
| Résidences principales (en %)                           | 85       | 83,2  | 82,1           |
| Résidences secondaires et logements occasionnels (en %) | 2,7      | 8,3   | 9,7            |
| Logements vacants (en %)                                | 12,3     | 8,5   | 8,2            |

### Projets d'aménagement
La commune engage en 2022 un projet pluriannuel de requalification de son centre destiné à lui redonner de l'épaisseur le long de la droute départementale, en requalifiant la place du Petit marché et celle du Général-Leclerc, en requalifiant le patrimoine architectural historique de Gamaches et en l'adaptant au changement climatique, notammant en redécouvrant le lit de la Vimeuse.

### Voies de communication et transports
L'accès à l'A28 est situé à 9 km en direction de Rouen (échangeur no 5) et à 16 km en direction d'Abbeville (échangeur no 4). L'ancienne route nationale 15bis (actuelle RD 1015) est l'axe structurant du bourg. Il relie Grandvilliers à Eu et au littoral de la Manche
La gare de Longroy - Gamaches, située à Longroy, dessert le bourg. S'y arrêtent  des trains TER Hauts-de-France, qui effectuent des missions entre les gares de Beauvais, ou d'Abancourt, et du Tréport - Mers.
En 2019, Gamaches est desservie par les lignes d'autocars no 1 (Mers-les-Bains - Oisemont - Amiens) et no 3 (Gamaches - Woincourt - Abbeville) du réseau Trans'80, Hauts-de-France, chaque jour de la semaine sauf le dimanche et les jours fériés.

## Toponymie
Le nom est mentionné Gammapium au VIIIe siècle ; Gamachez ; Gualimago, Walimago ; Gamapium ; Gamachiæ en 1150 ; Gamachii en 1170 ; Gamaci en 1190 ; Gamachiense oppidum en 1191 ; Gamaciæ en 1191 ; Gamapie en 1195 ; Gamache en 1207 ; Gamachium en 1220 ; Gamaches en 1262 ; Gamaches-en-Vimeu en 1315 ; Gamasches en 1422 ; Gamache-en-Vimeu en 1422 ; Gimriches en 1423 ; Hanache-Camache en 1638 ; Gammache en 1646.
Le premier élément Gam- a été rapproché du latin gemelli « jumeaux » et du grec gamein « marier ». Le sens global serait donc : « confluent ».
Le second élément -ache serait issu d'un thème *ap- désignant une « eau », lui-même d'une langue proto-celtique, mais également indo-européenne. Il semble équivalent au thème celtique ab- (vieil irlandais ab « rivière », gaulois *abu-). La forme d'origine devait être -appia.
Le nom correspond à la situation de Gamaches au confluent de la Vimeuse et de la Bresle. François de Beaurepaire fait cependant remarquer que Gamaches-en-Vexin (Eure, Gamapium 707) n'est pas situé au confluent de deux rivières, ce qui rend douteux le rapprochement de Gam- avec gamein et gemelli.
Homonymie avec Guémappe (Nord-Pas-de-calais), Jemappes (Belgique), Jemeppe (Belgique) et Gempe (Flandres), tous situés au nord.

## Histoire

### Antiquité
Les Romains avaient construit deux ponts à Gamaches, sur la Bresle, pour établir une liaison entre les Amiénois et les peuples du pays de Caux.

### Moyen Âge
Le bourg était autrefois protégé par une enceinte percée de cinq portes.
En 1471 : après dénonciation par Louis XI du traité de Péronne et sa déclaration de saisie de la seigneurie du Vimeu, les Bourguignons, maîtres d'Abbeville, ravagent la région. Gamaches est alors prise et de nouveau brûlée. L'année suivante, en 1472 a lieu un nouvel épisode de la guerre entre la France et la Bourgogne. Charles le Téméraire ravage la Picardie et Gamaches, met le siège devant Beauvais, avant que la peste ne décime ses troupes mais aussi la région.

### Révolution française et Empire
Les cahiers de doléances de la commune sont consultables sur le site des Archives départementales, p. 188 à p. 198.

### Époque contemporaine
Gamaches est desservie par le chemin de fer dès 1872 avec l'ouverture de la ligne de Canaples à Longroy - Gamaches et de la section de cette gare au Tréport-Mers de la ligne Paris-Beauvais-Le Tréport. La ligne de Canaples ferme en 1938 (avec une réouverture partielle lors de la Seconde Guerre mondiale).

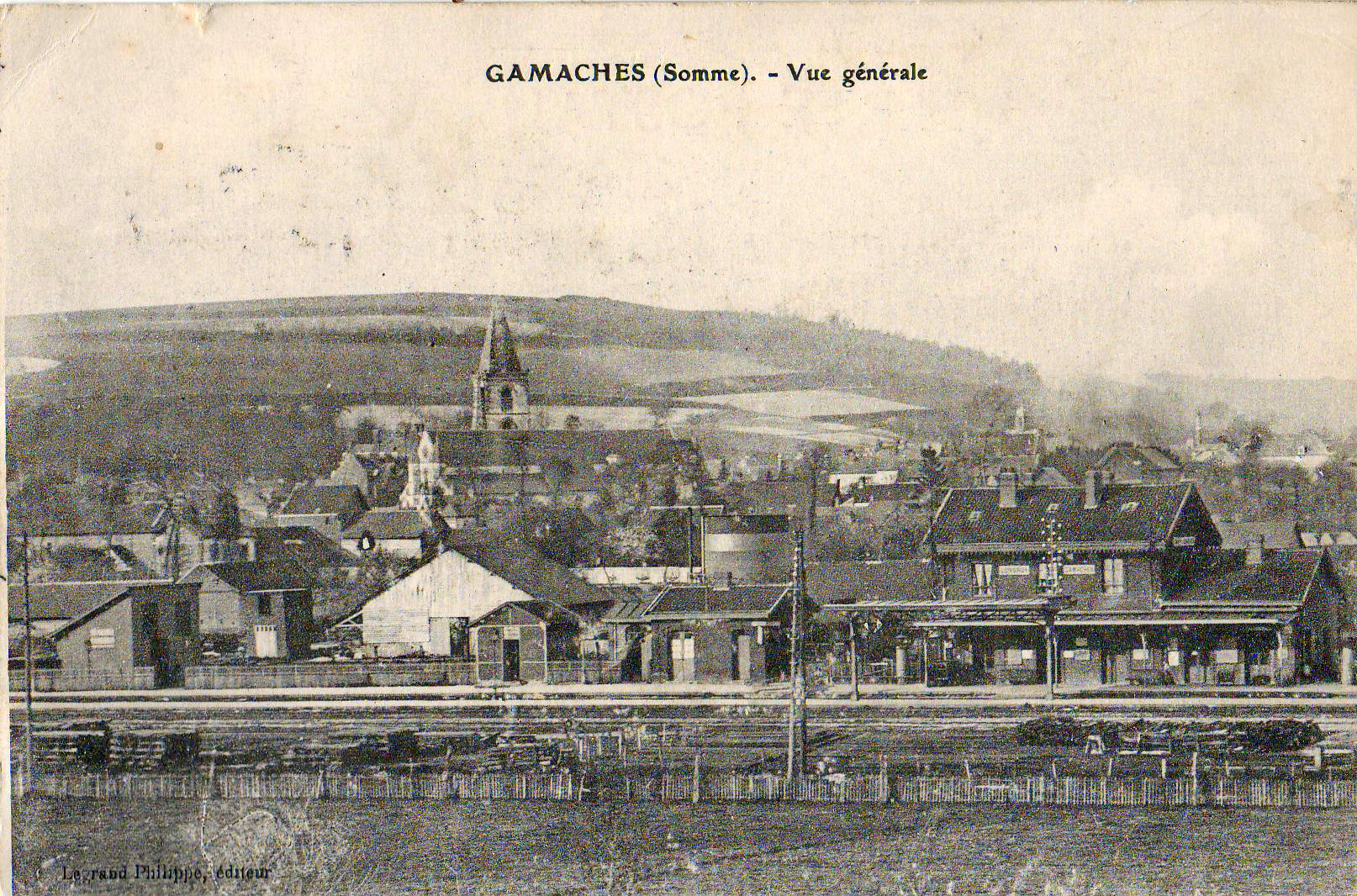
Le bourg de Gamaches et la gare de Longroy - Gamaches au début du XXe siècle.
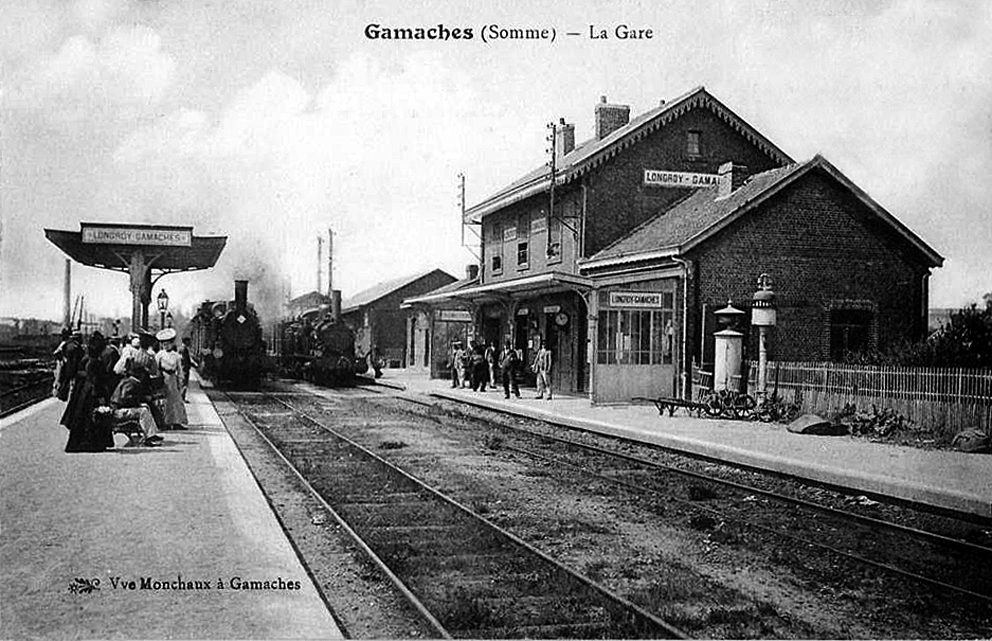
La gare au début du XXe siècle.

Située sur la Bresle, Gamaches est une ville dont le destin a été fortement lié à la verrerie et à l'industrie. La filature Saint Frères construite entre 1884 et 1886 succède à une importante filature hydraulique de coton Ferdinand Quesnel et Cie, mentionnée en 1871 et qui employait 200 ouvriers, dont 30 de moins de 16 ans. Elle disposait à la fois d'énergie hydraulique (90 ch.) et vapeur (100 ch.) et était raccordée au chemin de fer.
Le site de la scierie hydraulique Pollet, fabricant de bobines, a été racheté après 1960 par l'entreprise Jocquin, spécialisée dans les bennes agricoles et employait 40 salariés en 1962.
À la fin de la Seconde Guerre mondiale, Gamaches est libérée le 5 septembre 1944

## Politique et administration

### Rattachements administratifs et électoraux

#### Rattachements administratifs
La commune se trouve dans l'arrondissement d'Abbeville du département de la Somme.
Elle était depuis 1793 le chef-lieu du canton de Gamaches. Dans le cadre du redécoupage cantonal de 2014 en France, cette circonscription administrative territoriale a disparu, et le canton n'est plus qu'une circonscription électorale.

#### Rattachements électoraux
Pour les élections départementales, la commune est depuis 2014 le bureau centralisateur d'un nouveau  canton de Gamaches, passé de 20 à 36 communes.
Pour l'élection des députés, elle fait partie depuis 1958 de la troisième circonscription de la Somme.

### Intercommunalité
Gamaches est membre depuis 2009 de la communauté de communes des Villes Sœurs, un établissement public de coopération intercommunale (EPCI) à fiscalité propre créé en 2000 et auquel la commune avait transféré un certain nombre de ses compétences, dans les conditions déterminées par le code général des collectivités territoriales

### Politique locale
À la suite de la démission en bloc de onze élus le 1er mai 2016, après 18 mois de conflit entre le maire et son adjointe au logement, à l'urbanisme et à la jeunesse, Guislaine Sire, des élections municipales sont organisées en juin et juillet 2016, qui voient la victoire de la liste du maire sortant Daniel Destruel (PS) avec  573 voix, soit 44,7 % des suffrages exprimés (17 élus), face à celle de Patrick Lenne (PCF - 497 voix, soit 41,38 % des suffrages exprimés et 5 élus, dont l'ex-maire adjointe Guislaine Sire), et celle de Antoine Houyelle (Front national) avec 131 voix, soit 10,90 % des suffrages exprimés et un siège. Le conseil municipal a donc réélu Daniel Destruel.

### Liste des maires
| Période                                  | Période                   | Identité                                      | Étiquette | Qualité |
| ---------------------------------------- | ------------------------- | --------------------------------------------- | --------- | --- |
| Les données manquantes sont à compléter. |                           |                                               |           | |
| Août 1791                                | septembre 1792            | Jean-Baptiste Guillot                         |           | |
| novembre 1791                            |                           | Antoine Creton                                |           | Agent municipal |
| décembre 1795                            | décembre 1795             | François Éléonore Hénocque                    |           | Agent municipal |
| janvier 1796                             | avril 1799                | Jean-Baptiste Guillot                         |           | Agent municipal |
| avril 1799                               | juin 1800                 | Théodore Routier                              |           | Agent municipal |
| septembre 1800                           | mars 1800                 | Gabriel François Nicolas Creton               |           | |
| septembre 1800                           | septembre 1808            | Jean-Baptiste Guillot                         |           | Démission envoyée en juin 1808. |
| octobre 1808                             | mai 1812                  | Pierre André Nicolas Joseph Antoine Bourgeois |           | Ex-inspecteur de l'enregistrement et des domaines. |
| mai 1812                                 | août 1813                 | Louis Tinturier                               |           | Maire par intérim. |
| août 1813                                | septembre 1815            | Louis Charles Ménélé Sangnier                 |           | |
| septembre 1815                           | octobre 1816              | Jean-Baptiste Guillot                         |           | |
| octobre 1816                             | octobre 1825              | Jean Schreyer                                 |           | Officier de santé. Démission en octobre 1825 en raison de son âge (né en 1755).                                                                       |
| octobre 1825                             | septembre 1830            | Jean-Baptiste Guillot                         |           | |
| septembre 1830                           | décembre 1841             | François Camille Marie Darsy                  |           | |
| janvier 1842                             | août 1848                 | Louis Alexandre Pecqueux                      |           | |
| septembre 1848                           | janvier 1869              | Louis Auguste Célestin Delattre               |           | |
| janvier 1869                             | septembre 1870            | Joseph Félicissime Barbée                     |           | |
| septembre 1870                           | avril 1871                | Louis Albert François Joseph Fontaine         |           | |
| mai 1871                                 | avril 1874                | Louis Augustin Célestin Delattre              |           | |
| avril 1874                               | janvier 1875              | François Élie Lefèvre                         |           | Maire par intérim |
| janvier 1875                             | mars 1877                 | Victor Auguste Prosper Rabouille              |           | |
| avril 1877                               | août 1878                 | François Élie Lefèvre                         |           | Maire par intérim |
| août 1878                                | septembre 1883            | Constant Calippe                              |           | |
| octobre 1883                             | avril 1892                | François Élie Lefèvre                         |           | Maire par intérim |
| mai 1892                                 | mai 1900                  | Armand Bénoni Frumence Caville                |           | |
| mai 1900                                 | décembre 1900             | Victor Auguste Prosper Rabouille              |           | |
| décembre 1900                            | mai 1904                  | Armand Bénoni Frumence Caville                |           | |
| mai 1904                                 | mai 1912                  | Albert Ernest Baille                          |           | |
| 1912                                     | 1919                      | Florimond Mauduit                             |           | Maître-tanneur Conseiller général de Gamaches (1928→ 1932)                                                                                            |
| décembre 1919                            | avril 1934                | Albert Ernest Baille                          |           | |
| avril 1934                               | mai 1935                  | Albert Raymond Anatole Monflier               |           | |
| mai 1935                                 | août 1943                 | Achille Baillet,                              |           | Industriel Nommé maire en février 1941 par le Préfet Démissionnaire                                                                                   |
| septembre 1943                           | septembre 1944            | Marcel Annebicque                             |           | |
| septembre 1944                           | janvier 1945              | Achille Baillet,                              |           | Industriel |
| janvier 1945                             | mai 1945                  | Albert Raymond Anatole Monflier               |           | |
| mai 1945                                 | octobre 1947              | Achille Baillet,                              |           | Industriel |
| octobre 1947                             | décembre 1948             | Maurice Rémi André Leseur                     |           | |
| septembre 1949                           | mai 1953                  | Gaston Octave Napoléon Decaux                 |           | |
| mai 1953                                 | mars 1959                 | Achille Baillet,                              |           | Industriel |
| mars 1959                                | mai 1961                  | Charles Auguste Rocher-Barrat                 |           | |
| juin 1961                                | mars 1971                 | Alphonse Dennetière                           | DVD       | |
| mars 1971                                | mars 1977                 | Albert Martel                                 |           | |
| mars 1977                                | mars 1983                 | Rémy Danneels                                 | PS        | |
| mars 1983                                | avril 2014,               | Jacques Pecquery                              | PCF-COM   | Ouvrier puis employé de banque Conseiller général de Gamaches (1979 → 1985 et 1998 → 2011)                                                            |
| avril 2014,                              | mai 2020                  | Daniel Destruel                               | PS        | Conseiller général de Gamaches (2011 → 2015) |
| mai 2020                                 | En cours (au 9 juin 2022) | Jean-Paul Mongne                              | DVG       | Ancien professeur de musique au collège de Gamaches Proviseur du collège de Gamaches (2013 → 2017) Vice-président de la CC des Villes Sœurs (2020 → ) |

### Tendances politiques et résultats
| Scrutin              | 1er tour | 1er tour | 1er tour | 1er tour | 1er tour | 1er tour | 1er tour | 1er tour | 1er tour | 1er tour | 1er tour | 1er tour |     | 2e tour | 2e tour | 2e tour | 2e tour | 2e tour | 2e tour | 2e tour | 2e tour | 2e tour |
| Scrutin              | 1er      | 1er      | %        | 2e       | 2e       | %        | 3e       | 3e       | %        | 4e       | 4e       | %        | 1er | 1er     | %       | 2e      | 2e      | %       | 3e      | 3e      | %       |         |
| -------------------- | -------- | -------- | -------- | -------- | -------- | -------- | -------- | -------- | -------- | -------- | -------- | -------- | --- | ------- | ------- | ------- | ------- | ------- | ------- | ------- | ------- | ------- |
| Municipales 2020     |          | DVG      | 65,24    |          | DVD      | 34,75    |          |          |          |          |          |          |     |         |         |         |         |         |         |         |         |         |
| Départementales 2021 |          | RN       | 26,47    |          | UGE      | 23,98    |          | UCD      | 23,62    |          | DVG      | 17,23    |     | UCD     | 67,17   |         | RN      | 32,83   |         |         |         |         |
| Régionales 2021      |          | UCD      | 41,70    |          | RN       | 24,35    |          | UGE      | 16,05    |          | LREM     | 7,56     |     | UCD     | 49,83   |         | UGE     | 29,35   |         | RN      | 20,82   |         |
| Présidentielle 2022  |          | RN       | 39,35    |          | LREM     | 20,99    |          | LFI      | 17,52    |          | PCF      | 4,94     |     | RN      | 64,17   |         | LREM    | 35,83   |         |         |         |         |
| Législatives 2022    |          | LR       | 31,92    |          | RN       | 25,86    |          | PCF      | 18,65    |          | LREM     | 16,93    |     | LR      | 51,90   |         | RN      | 48,10   |         |         |         |         |
| Européennes 2024     |          | RN       | 51,16    |          | RE       | 10,01    |          | LR       | 6,59     |          | PS       | 6,35     |     |         |         |         |         |         |         |         |         |         |
| Législatives 2024    |          | RN       | 51,85    |          | LR       | 23,79    |          | PCF      | 18,20    |          | HOR      | 4,36     |     | RN      | 57,08   |         | LR      | 42,92   |         |         |         |         |

## Équipements et services publics
Une Maison France Service est ouverte depuis l'été 2021 dans les locaux du bureau de poste de Gamaches. Elle relaie les services de la caisse d'allocations familiales (CAF), du ministère de l'Intérieur et de la préfecture, de celui de la justice, de l'assurance maladie, de la caisse nationale d'assurance vieillesse et de la mutualité sociale agricole et de Pôle Emploi.

### Enseignement
La commune dispose du groupe scolaire Lucien-Martel, de l'école Jean-Jaurès, de l'école maternelle Achille-Baillet et du collège Louis-Jouvet, établissements d'enseignement publics.
Par ailleurs, le pensionnat du Sacré-Cœur est implanté dans la commune.
Pour la suite des études, la commune dépend du lycée du Vimeu à Friville-Escarbotin et de l'Université de Picardie Jules Verne.

### Santé
Le service départemental de protection maternelle et infantile (PMI) s'implante en 2021 dans les anciens locaux du Centre Médico-Social fermé en 2019, où se trouve également une micro-crèche,.
Une maison de santé ouverte en  2019 accueille des médecins généralistes et spécialistes.

### Justice, sécurité, secours et défense
La ville s'est équipée depuis 2019 d'un dispositif de vidéosurveillance de l'espace public, complété en 2022 par six caméras supplémentaires.

## Population et société

### Démographie
L'évolution du nombre d'habitants est connue à travers les recensements de la population effectués dans la commune depuis 1793. Pour les communes de moins de 10 000 habitants, une enquête de recensement portant sur toute la population est réalisée tous les cinq ans, les populations de référence des années intermédiaires étant quant à elles estimées par interpolation ou extrapolation. Pour la commune, le premier recensement exhaustif entrant dans le cadre du nouveau dispositif a été réalisé en 2008.

En 2022, la commune comptait 2 421 habitants, en évolution de −6,74 % par rapport à 2016 (Somme : −1,26 %, France hors Mayotte : +2,11 %).
| 1793  | 1800  | 1806  | 1821  | 1831  | 1836  | 1841  | 1846  | 1851  |
| ----- | ----- | ----- | ----- | ----- | ----- | ----- | ----- | ----- |
| 1 012 | 1 037 | 1 085 | 1 081 | 1 273 | 1 488 | 1 448 | 1 301 | 1 450 |

| 1856  | 1861  | 1866  | 1872  | 1876  | 1881  | 1886  | 1891  | 1896  |
| ----- | ----- | ----- | ----- | ----- | ----- | ----- | ----- | ----- |
| 1 794 | 1 986 | 2 035 | 1 920 | 1 998 | 1 897 | 2 101 | 2 220 | 2 205 |

| 1901  | 1906  | 1911  | 1921  | 1926  | 1931  | 1936  | 1946  | 1954  |
| ----- | ----- | ----- | ----- | ----- | ----- | ----- | ----- | ----- |
| 2 247 | 2 246 | 2 290 | 2 331 | 2 635 | 2 829 | 2 855 | 2 907 | 2 990 |

| 1962  | 1968  | 1975  | 1982  | 1990  | 1999  | 2006  | 2008  | 2013  |
| ----- | ----- | ----- | ----- | ----- | ----- | ----- | ----- | ----- |
| 3 194 | 3 216 | 3 467 | 3 270 | 3 099 | 2 949 | 2 860 | 2 834 | 2 687 |

| 2018  | 2022  | - | - | - | - | - | - | - |
| ----- | ----- | - | - | - | - | - | - | - |
| 2 501 | 2 421 | - | - | - | - | - | - | - |

### Manifestations culturelles et festivités
La Foire de Gamaches est réputée dans toute la Vallée de la Bresle et le Vimeu. Son édition 2022 a eu lieu le 1er mai.
Le marché de Noël existe depuis les années 2010.

### Sports et loisirs
- L'AS Gamaches, club de football, évoluant en Régionale 3 Hauts-de-France, soit la 8e division française. Le club a déjà connu la Division Honneur, plus haut niveau régional (1995-1996 et 2018-2019), ainsi que plusieurs qualifications au 7e tour de la Coupe de France de football (1986-1987 contre l'AS Beauvais Oise, 1992-1993 contre les Neiges du Havre, 1993-1994 contre Lillebonne et 2018-2019 contre Le Havre AC au stade Paul-Delique d'Abbeville) ainsi que plusieurs matchs au 5e tour contre le club professionnel de l'US Boulogne CO en 2017-2018 et 2024-2025. L'ASG joue tous ses matchs à domicile au stade Serge-Leleu.
- L'équipe UNSS du collège Louis Jouvet de Gamaches est championne de France UNSS 2022 en sport partagé, son quatrième trophée en la matière[73],[74].

- L'harmonie municipale de Gamaches, créée en 1996, compte une quarantaine de musiciens, issus en grande partie de l'école de musique de Gamaches[75].

- La clique des sapeurs-pompiers de Gamaches compte une vingtaine de musiciens en 2022[76].

## Activités économiques
- Entreprise de décoration de verre Pochet du Courval.
- Unité de fabrication de carosserie industrielle (Ets Jocquin).

## Culture locale et patrimoine

### Lieux et monuments
- L'église Saint-Pierre-et-Saint-Paul, avec son clocher carré (gothique flamboyant), est le résultat d'un savant mélange architectural influencé par différentes époques, les parties les plus anciennes datant du XIIIe siècle[77],[78].

Elle fait l'objet d'un classement au titre des Monuments historiques depuis le classement par liste de 1862.

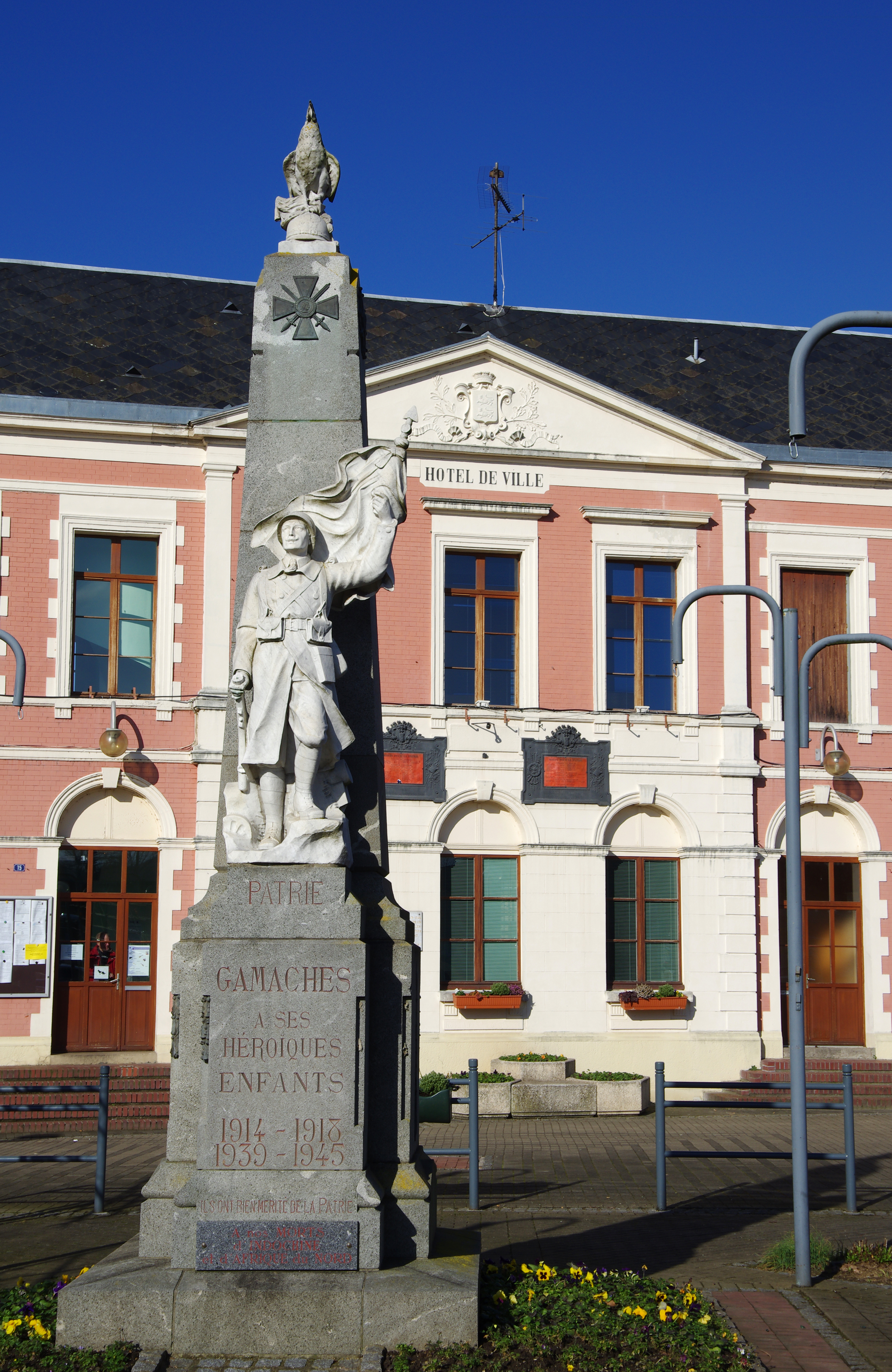
Le monument aux morts du centre-ville.

- Monuments aux morts de la Première Guerre mondiale et de la Deuxième Guerre mondiale. Il y en a deux dans la commune, édifiés à la suite d'une délibération du conseil municipal de 1920, par Dovergne-Seclet, entrepreneur et marbrier à Gamaches, pour un coût total de 25 970 francs dont 20 393 francs pour le monument principal de la place du Grand-Marché : 
  - l'un situé place du Maréchal-Leclerc (alors place du Grand-arché), est une pyramide en granit breton, ornée d'une statue de soldat dit le poilu en plein combat défendant le drapeau, qui est probablement tirée du catalogue des Marbreries Générales Gourdon à Paris[80],[81]
  - l'autre se dresse au cimetière, répondant ainsi aux vœux des parents des soldats dont les restes n'avaient pu être recueillis et enterrés.

- Les deux tours de l'ancien château (XIIe-XIIIe siècles), qui font l'objet d'une inscription au titre des Monuments historiques depuis le 16 décembre 1986[82].

- La chapelle Sainte-Marguerite. En 1225, Robert III, comte de Dreux et Aénor de Saint-Valery, son épouse, font construire l'édifice qui est rattaché à la maladrerie servant de refuge aux lépreux.

Elle est utilisée comme remise,.
- Vestiges de l'activité industrielle de la commune : verreries, filature Saint Frères, dont il subsiste les logements ouvriers[36], scierie hydraulique Pollet[37]
- Base de loisirs nautiques intercommunale[85],[86].

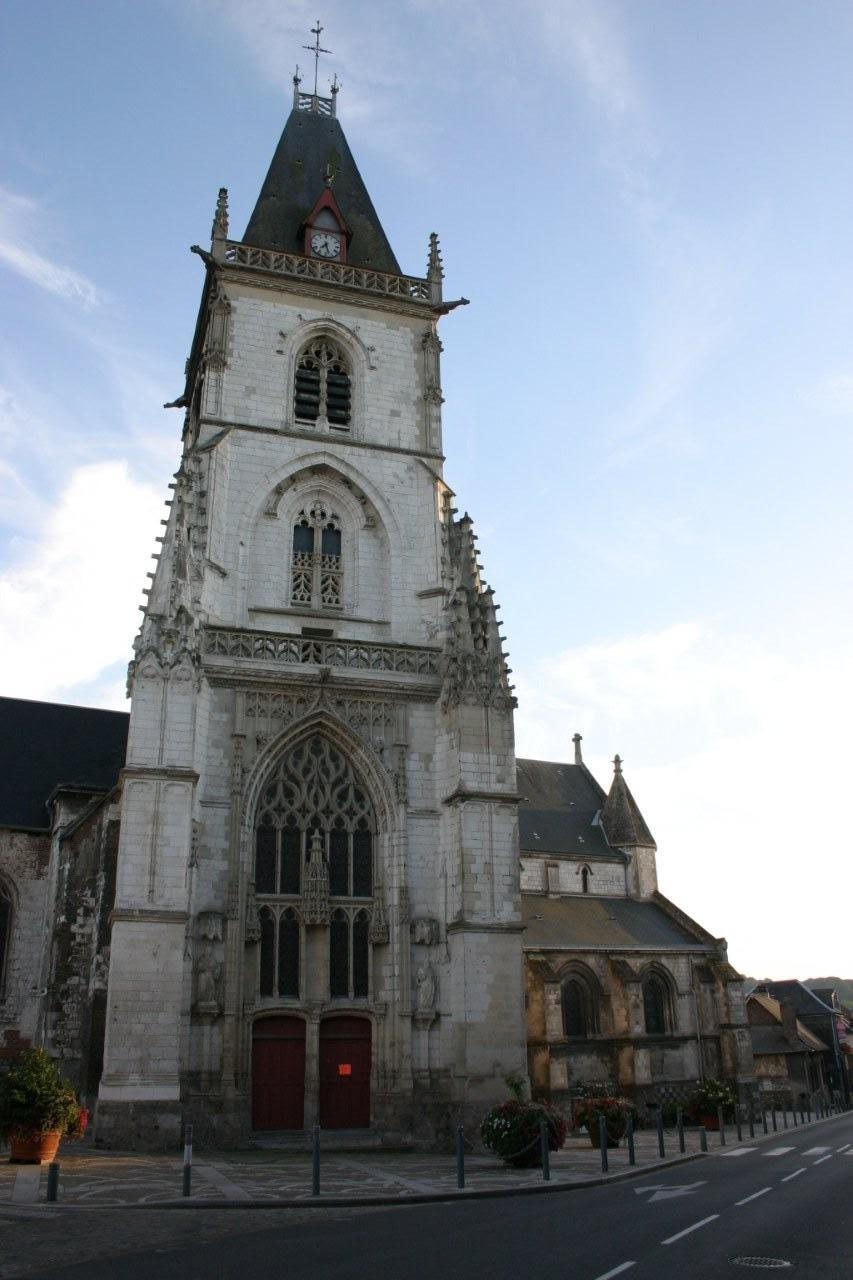
Église de Gamaches.
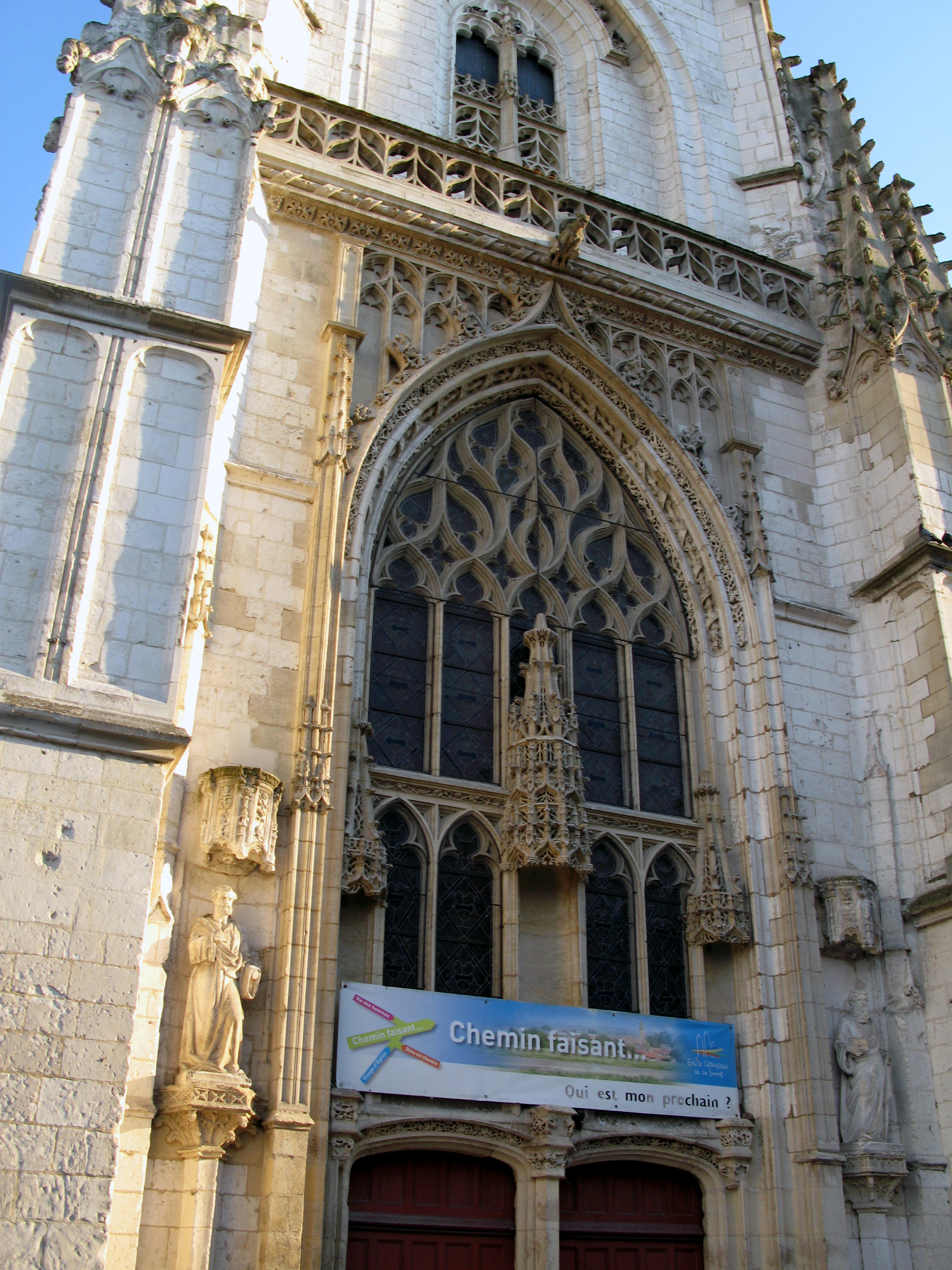
Vue partielle de l'église.
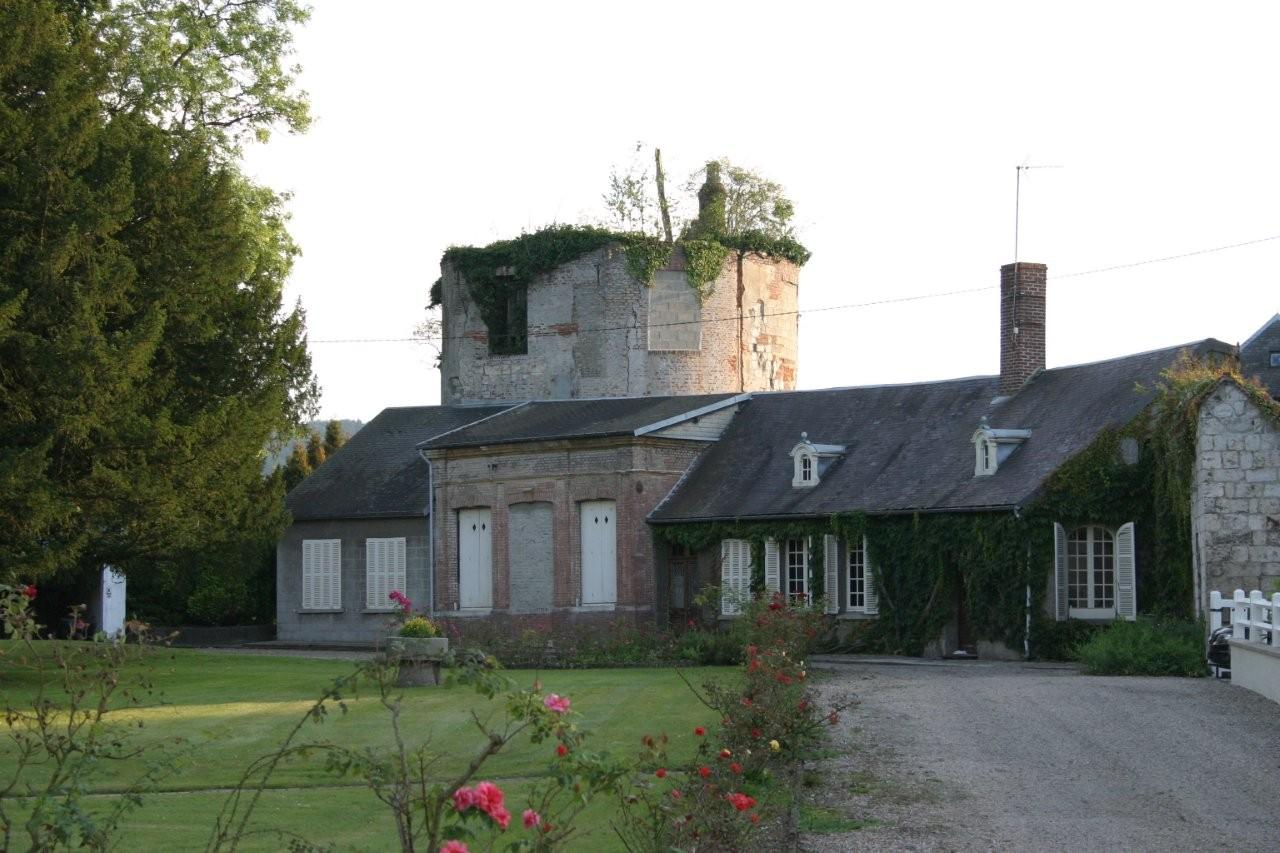
Tour du château de Gamaches.
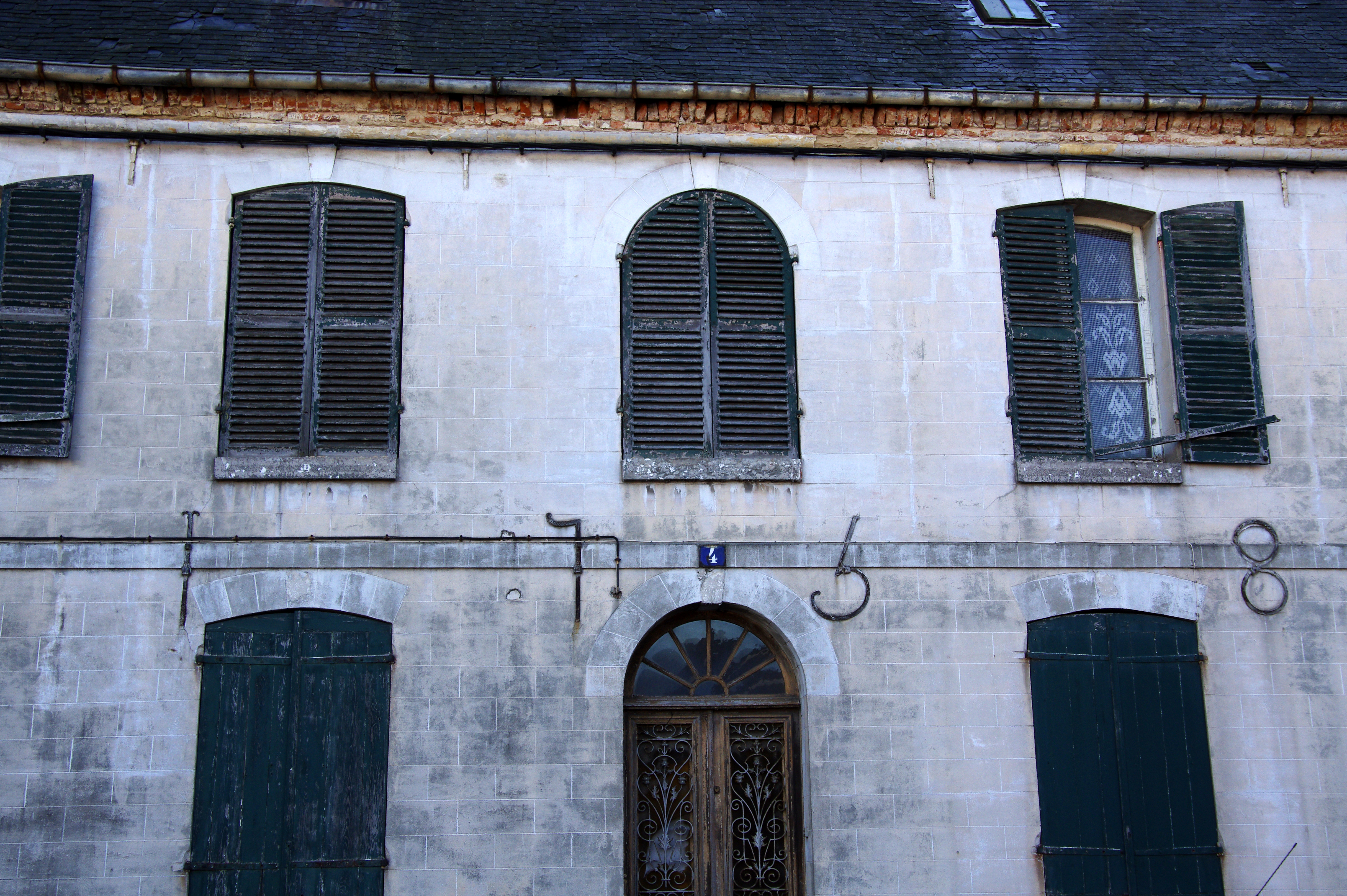
Maison de 1758, rue Gambetta.

### Personnalités liées à la commune
- Joachim Rouault  de Gamaches, né vers 1409 et mort en 1478, seigneur de Boismenart et de Gamaches, maréchal de France, participa à la fin de la guerre de Cent Ans et servit Louis XI.
- François Vatable, théologien érudit, traducteur d'Aristote, dont on sait qu'il est né à Gamaches et qu'il mourut en 1547. Il fut le lecteur du roi François Ier et l'introducteur en France des études hébraïques.
- Émile Bestel (1886-1954), syndicaliste et homme politique français, mort à Gamaches.
- Emil Cioran (1911-1995), philosophe et écrivain, grand marcheur, évoque ses randonnées pédestres à Gamaches et en forêt voisine dans ses Cahiers[87].
- Robert Tyrakowski (1944-2008), entraîneur de l'équipe de football de la ville (1987-1990).
- Jean-Pierre Robert (né en 1957), entraîneur de l'AS Gamaches de 1990 à 1995.

### Héraldique
| Blason de Gamaches | Blason  | De sable à deux léopards d'or posés l'un sur l'autre, armés et lampassés de gueules |
| Blason de Gamaches | Détails | Ornement extérieur : - Croix de guerre 1939-1945 avec étoile de bronze. Citation à l'ordre du régiment du 11 novembre 1948 : « vaillante commune atteinte à plusieurs reprises par des bombardements et des destructions. A conservé durant toutes ces épreuves, un patriotisme élevé et une foi constante en la victoire manifestée, en particulier, par l'aide apportée aux jeunes gens cherchant à rallier les Forces françaises libres. » Les armes de la commune de Gamaches ont été adoptées par le conseil municipal le 19 juin 1970. Elles reprennent celles des marquis de Gamaches qui sont gravées sur une masse d'armes du XVIIIe siècle conservée à l'hôtel de ville de Gamaches. Au XIIIe siècle, la commune utilisait un autre sceau et d'autres armoiries. |